# Olivera Baljak
Olivera Baljak (Rijeka, 18. siječnja 1956.) je hrvatska kazališna, televizijska i filmska glumica.

## Životopis
U rodnome gradu završava osnovno i srednje školovanje, nakon čega studira pravo, na dislociranom studiju pohađa Akademiju dramskih umjetnosti iz Zagreba i potom dvije godine studira solo pjevanje na Glazbenoj akademiji Ino Mirković. Glumom se počela baviti najprije amaterski, a potom i profesionalno te je od 1980. godine angažirana kao stalna članica Hrvatske drame u Ivana pl. Zajca u Rijeci. Danas je prvakinja HNK Ivana pl. Zajca u Rijeci. Poznata je kao karakterna glumica. Podjednako se snalazi u dramskim i u komičnim ulogama. Do sada je odigrala više od stotinu što glavnih što sporednih uloga, više je uloga odigrala u operama i u musiclima, a nastupila je također i na filmu i u televizijskim serijama te je za svoj rad dobila više priznanja i nagrada. Među njima ističe se Nagrada grada Rijeke koju je 2006. godine dobila za vrhunska glumačka ostvarenja u predstavama Jalta, Jalta M. Grgića i A. Kabilja, Galeb A.P. Čehova i Mirisi, zlato i tamjan S. Novaka nezaboravnom ulogom Erminije. Tri je puta bila nominirana za Nagradu hrvatskoga glumišta, više je puta nagrađivana u vlastitome kazalištu za najbolja godišnja glumačka ostvarenja nagradom Zlata Nikolić, a nagrade je dobivala i za svoje komičarske uloge na Danima satire. 
Za vrijeme rata osmislila je glazbeno-poetsku večer za djecu izbjeglica, a zajedno s kolegom Slavkom Šestakom priređivala je umjetničke susrete za hrvatske branitelje, ponekad i na prvim crtama bojišnice. Često sudjeluje u poetskim večerima ili promocijama knjiga, a nekoliko se godina okušala i kao radijska urednica i voditeljica priređujući emisije iz područja kulture. Održala je više koncertnih večeri glazbe starih majstora i crkvenih solo arija, a nastupa i kao šansonjerka, posebice na Šansonfestu u Zagrebu i Čansonfestu u Kastvu. Osobito vrijedno iskustvo ima i u pjevanju Kurt Weilovih kompozicija u predstavama B. Brechta Sedam smrtnih grijeha (Ana 1) i Opera za tri groša (gospođa Smith), a nezaboravna je njezina pjevačka uloga majke Regine iz musicla Nunsence D. Goggina, kao i Golde u mjuziklu Guslač na krovu Jerya Bocka. Osim u vlastitome kazalištu, često je angažirana i u HKD teatru iz Rijeke. 

## Filmografija

### Televizijske uloge
- "Sjene prošlosti" kao Željka Maltar (2024.)
- "Sram" kao Šustić (2024.)
- "Zajčić za laku noć" kao pripovjedačica (2020.)
- "Novine" kao Janja Marinković (2016.)
- "Bibin svijet" kao gđa. Badurina (2010.)
- "Hitna 94" kao gospođa Bašić (2008.)
- "Cimmer fraj" kao Maria Frančeska (2007.)

### Filmske uloge
- "Hortikultura" (kratki film) kao Marija (2021.)
- "Ništa ja tebi ne govorim, samo kažem" (kratki film) kao Tanja (2020.)
- "Plavi Petar" kao mama (2016.)
- "Sanjala si da si sretna" kao Blankina majka (2015.)
- "Život sa stricem" (1988.)
- "Crveni i crni" (1985.)

## Vanjske poveznice
- Olivera Baljak u internetskoj bazi filmova IMDb-u (engl.)
- Olivera Baljak na stranicama HNK Zajca u Rijeci